# Solarymetr

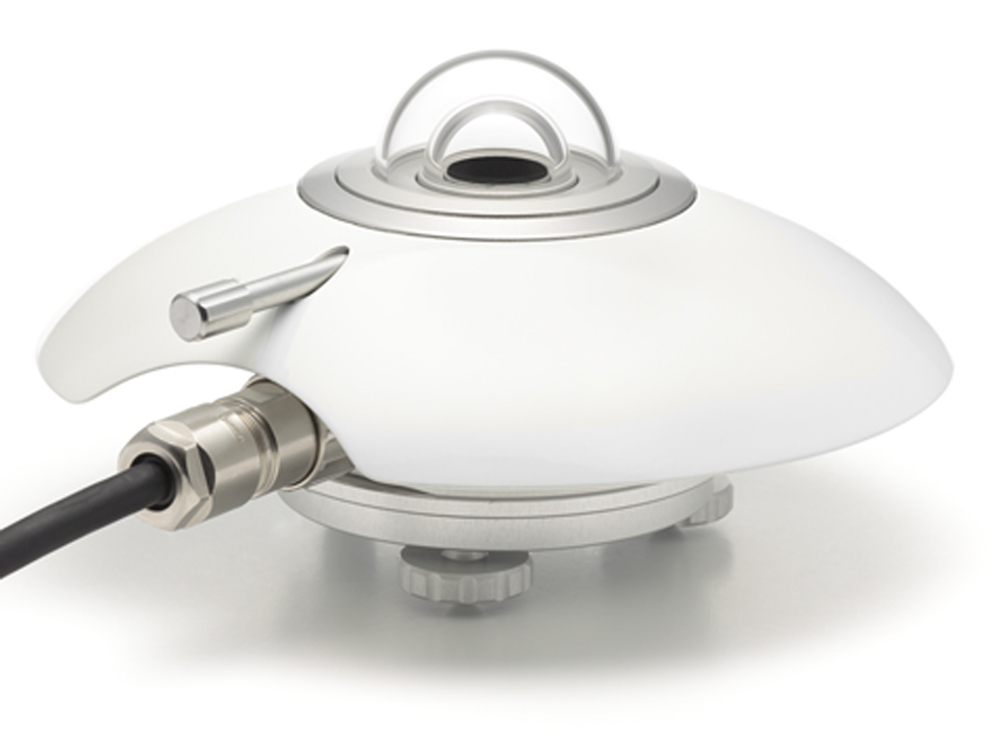
Pyranometr

Solarymetr – rodzaj przyrządu pomiarowego, który służy do pomiaru natężenia całkowitego promieniowania słonecznego. Ten przyrząd pomiarowy działa w oparciu o zjawiska termoelektryczne.
Odmiany solarymetru:
- albedomierz,
- pyranometr